# Simonides från Keos
Simonides från Keos (klassisk grekiska Σιμωνίδης ὁ Κεῖος, född 556 f.Kr., död 468 f.Kr., var en av Greklands främsta lyriska skalder. Han var äldre samtida och medtävlare till Pindaros.

## Biografi
Simonides lämnade tidigt sin födelseort Iulis på ön Keos, och besökte de många furstehoven i antikens Grekland, bland andra peisistratiderna i Aten och efter deras förjagande skopaderna i Thessalien. Han tillbringade de sista åren av sin levnad vid Hierons hov i Syrakusa och hos Theron i Akragas. Han undgick inte beskyllningen att sträva efter furstegunst och mot betalning stränga sin lyra till de rikas och mäktigas lov. I övrigt besjöng han nästan alla de stora tilldragelserna under denna för Grekland så omvälvande och bragdrika tidsålder. Bland annat vann han i Aten, vid tävlan med Aischylos och andra, priset för en elegi över de fallna hjältarna vid slagen vid Marathon och Thermopyle. 
Han försökte sig med framgång på alla grenar av lyrisk diktning, men var mästare i den av honom utbildade epigrammatiska stilen och i elegin. Av hans många dikter finns än i vår tid ett betydligt antal epigram kvar, till stor del ägnade åt minnet av perserkrigens hjältar, samt fragment av elegier och av lyriska dikter i den doriska korlyrikens stil. De finns utgivna av Friedrich Wilhelm Schneidewin (1835) och Theodor Bergk (i samlingen Poetae lyrici graeci, band III). Simonides åtnjöt anseende även som vetenskapsman och tänkare. Han lär ha ägt ett utomordentligt minne och gäller som uppfinnare av mnemoniken.